# Eriocaulaceae
Eriocaulaceae, porodicsa jednosupnica u redu travolike. Sastoji se od oko 1 200 vrsta i sedam rodova. Ime je dobila po rodu erijokaulon (Eriocaulon), trajnicama kojih ima preko 460 priznatih vrsta

## Opis
Ova porodica prije je bila uključivana u vlastiti red Eriocaulales, jednosupnih cvjetnica (tj. onih za koje je karakterističan jedan sjemenski list), koja se sastoji od s 13 rodova malih, čupavih biljaka s lišćem nalik travi koje rastu u vodenim i močvarnim staništima, uglavnom u tropskim i suptropskim područjima, osobito u Južnoj Americi.
Biljke karakteriziraju neugledni cvjetovi koji se nalaze u malim, ali često upadljivim grozdovima, koji površno nalikuju cvjetovima suncokreta. Cvjetovi su muški ili ženski, ali glavice mogu sadržavati cvjetove samo jednog spola ili oba spola zajedno.
Smatra se da red ima zajedničko evolucijsko podrijetlo s redom Commelinales. Glavni rodovi su Paepalanthus (485 vrsta), Eriocaulon (400 vrsta), Syngonanthus (195 vrsta) i Leiothrix (65 vrsta). Otprilike 30 vrsta Eriocaulon nalazi se izvan tropskih krajeva u Japanu, oko 8 se javlja u istočnoj Sjevernoj Americi, a samo je 1 (E. septangulare) poznata u Europi.

## Rodovi
1. Genus Comanthera L.B.Sm.
2. Genus Eriocaulon L.
3. Genus Leiothrix Ruhland
4. Genus Mesanthemum Körn.
5. Genus Paepalanthus Mart.
6. Genus Rondonanthus Herzog
7. Genus Syngonanthus Ruhland